# Lyces fulvia
Lyces fulvia é um inseto da ordem Lepidoptera; uma mariposa, ou traça, neotropical da família Notodontidae, classificada em 1822 por Jakob Hübner, na página 19 da obra Zuträge zur Sammlung exotischer Schmetterlinge, volume 2 (descrição nº 145.), sob a denominação Josia fulvia; também denominada Lyces aurimutua na primeira metade do século XXI até o ano de 2024, data da publicação do texto The identity of Bombyx jesuita Fabricius, 1775 (Lepidoptera: Notodontidae, Dioptinae, Josiini), por Vitor O. Becker; citada, em sua distribuição geográfica, da Bahia e Espírito Santo até São Paulo, na Região Sudeste do Brasil; o seu holótipo descrito como uma fêmea "Do Brasil. Obtido como presente do Sr. Berg".

## Descrição
Sobre Lyces fulvia ("Josia Fulvia"), ao estabelecer os notodontídeos do gênero Lyces Francis Walker afirma, no livro onde descreve o sinônimo Lyces aurimutua (List of the Specimens of Lepidopterous Insects in the Collection of the British Museum, volume 2; 1854; página 292), que "A faixa nas asas dianteiras é mais estreita do que a das asas traseiras, mas ambas são variáveis quanto à largura". Faixa esta de coloração alaranjada. Também cita a localidade Suriname mas, neste caso, Lyces fulvia ocorre apenas ao longo da costa sul do Brasil; a localidade anterior compatível com a de Josia jesuita (Fabricius, 1775), mariposa parecida, porém com as suas faixas alaranjadas mais engrossadas e distribuída da Região Amazônica até Minas Gerais, sendo L. fulvia e J. jesuita espécies alopátricas, embora miméticas.

## Planta-alimento
As suas lagartas apresentam um padrão de manchas enfileiradas branco-amareladas sobre negro, quando desenvolvidas, se alimentando de plantas da família Passifloraceae e gênero Passiflora (o maracujá Passiflora alata).

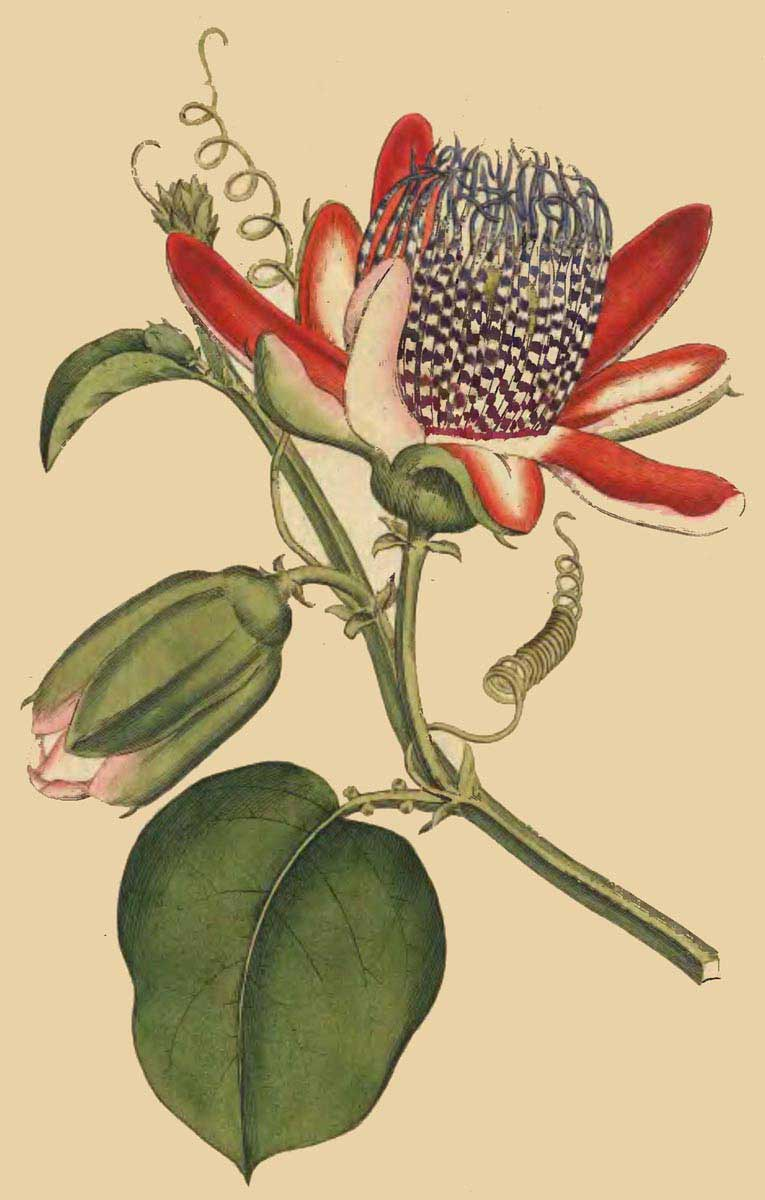
Ilustração de Passiflora alata. Está citado que L. fulvia se alimenta das folhas dessa espécie de maracujá.